# Mimetes chrysanthus
Mimetes chrysanthus (tiếng Anh thường gọi là Golden Pagoda) là một loài thực vật thuộc họ Proteaceae. Đây là loài đặc hữu của Nam Phi. Môi trường sống tự nhiên của chúng là vùng cây bụi khô khu vực nhiệt đới hoặc cận nhiệt đới và đồng cỏ khô nhiệt đới hoặc cận nhiệt đới vùng đất thấp.